# Money, Power & Respect (singel)
Money, Power & Respect – drugi singel amerykańskiej grupy hip-hopowej The Lox promujący album "Money, Power & Respect". Wydany w 17 marca 1998 roku. W "Money, Power & Respect" wystąpili gościnnie DMX i Lil’ Kim. Podkład został wyprodukowany przez D-Dota. Do utworu powstał klip.
"Money, Power & Respect" osiągnął 17. miejsce na liście Billboard Hot 100, a także 8. na Hot R&B/Hip-Hop Singles & Tracks i 1. na Hot Rap Singles. Do utworu powstał również remiks nagrany przez Fabolousa.

## Lista utworów

### CD Maxi
Strona A
1. "Money, Power & Respect" (Extended Radio Mix) – 5:12
2. "Money, Power & Respect" (Club Mix) –	4:30

Strona B
1. "If You Think I’m Jiggy" (Remix) – 4:38
2. "Bitches From Eastwick" (Club Mix) – 4:13

### CD Singel
1. "Money, Power & Respect" (Radio Mix) – 5:12
2. "Money, Power & Respect" (Instrumental) – 5:12

### 12"
Strona A
1. "Money, Power & Respect" (Extended Radio Mix) – 5:12
2. "Money, Power & Respect" (Club Mix) – 4:30
3. "Money, Power & Respect" (Instrumental) – 5:12

Strona B
1. "If You Think I’m Jiggy" (Remix) (Clean Version) – 4:38
2. "If You Think I’m Jiggy" (Remix) (Instrumental) – 4:38

## Notowania
| Rok  | Utwór                  | Notowania         | Notowania                        | Notowania       | Notowania       | Notowania               |
| ---- | ---------------------- | ----------------- | -------------------------------- | --------------- | --------------- | ----------------------- |
| Rok  | Utwór                  | Billboard Hot 100 | Hot R&B/Hip-Hop Singles & Tracks | Hot Rap Singles | Rhythmic Top 40 | Hot Dance Singles Sales |
| 1998 | Money, Power & Respect | 17                | 8                                | 1               | 36              | 3                       |